# 명덕로 (대구)
명덕로(Myeongdeok-ro)는 대한민국의 대구광역시 달서구 두류동에서 시작하여, 수성구 범어동을 거쳐 연결하는 도로이다.

## 노선 경로
| 이름            | 접속 노선     | 소재지                    | 소재지                    | 비고          |
| 달서로와 직결   | 달서로와 직결 | 달서로와 직결             | 달서로와 직결             | 달서로와 직결 |
| --------------- | ------------- | ------------------------- | ------------------------- | ------------- |
| 반고개네거리    | 달구벌대로    | 달서구 두류동 (서측 방향) | 달서구 두류동 (동측 방향) |               |
| 내당네거리      | 큰장로 성당로 | 중구 남산동 (서측 방향)   | 남구 대명동 (동측 방향)   |               |
| 계명네거리      | 남산로        | 중구 남산동 (서측 방향)   | 남구 대명동 (동측 방향)   |               |
| 명덕네거리      | 중앙대로      | 중구 남산동 (서측 방향)   | 남구 대명동 (동측 방향)   |               |
| 건들바위네거리  | 이천로        | 중구 대봉동 (서측 방향)   | 남구 이천동 (동측 방향)   |               |
| 대봉네거리      | 대봉로        | 중구 대봉동 (서측 방향)   | 남구 이천동 (동측 방향)   |               |
| (이름 없음)     | 동덕로        | 중구 대봉동 (서측 방향)   | 남구 이천동 (동측 방향)   |               |
| (이름 없음)     | 신천대로      | 중구 대봉동 (서측 방향)   | 남구 이천동 (동측 방향)   |               |
| 대봉교(신천)    |               | 중구 대봉동 (서측 방향)   | 남구 이천동 (동측 방향)   |               |
|                 | 수성구        | 수성동                    |                           |               |
| 동성학교네거리  | 수성구        | 수성동                    | 수성로                    |               |
| 수성시장네거리  | 수성구        | 수성동                    | 들안로                    |               |
| (이름 없음)     | 수성구        | 수성동                    | 청솔로                    |               |
| 제2범어교교차로 | 수성구        | 범어천로                  | 범어동                    |               |
| (이름 없음)     | 수성구        | 동대구로                  | 범어동                    |               |

## 주요 건물 및 시설
- 대구내당초등학교 - 대구광역시 달서구 명덕로 22-9
- 남문치안센터 - 대구광역시 중구 명덕로 35
- 신남치안센터 - 대구광역시 중구 명덕로 95
- 계명대학교 - 대구광역시 남구 명덕로 104
- 명덕역 - 대구광역시 중구 명덕로 지하185
- 대구불교방송 - 대구광역시 중구 명덕로 261

## 같이 보기
- 대구 도시철도 3호선